# Павільйон сміху
«Павільйон сміху»  (іноді «Американська репортерка», «Репортерка», англ. Whiskey Tango Foxtrot, дослівно — «Віскі Танго Фокстрот», від військового акроніму WTF, що також має значення what the fuck — «Якого дідька!») — воєнний драмедійний фільм Глена Фікара та Джона Рекуа, екранізація мемуарів журналістки Кім Баркер «Маневри Талібану» (The Taliban Shuffle). Прем'єра фільму відбулася 4 березня 2016 року.

## Сюжет
Головна героїня військової комедії «Павільйон сміху» журналістка на ім'я Кім Бейкер вирішила перевірити свою міцність, тому добровільно вирушила в гарячу точку, щоб звідти висвітлювати всі події. Незабаром вона прибула до Афганістану, який став для неї новим домом. Мало хто з її колег зміг би погодитися на таку поїздку, так як боялися за свої життя, але цій сміливій і відважній особі ця місія була по плечу. Правда, вона не думала, що на війні буде так важко, коли вона усвідомила цей факт, то повертатися було вже пізно. На місці подій вона почала з'ясовувати, чому місцеві жителі так погано ставляться до громадян США.

## У ролях
- Тіна Фей як Кім Бейкер
- Марго Роббі як Таня Вандерпол
- Мартін Фріман як Ієн МакКелпі
- Крістофер Ебботт як Фахім Ахмадзай
- Біллі Боб Торнтон як бригадний генерал Голанек
- Альфред Моліна як Алі Масуд Садик
- Шила Ванд як Шакіра Ель-Хурі
- Ніколас Браун як Довгий Брайан
- Стів Пікок як Нік
- Еван Джоніґкейт як Кохлін
- Скотт Такеда як Ед Фабер
- Джош Чарльз як Кріс
- Черрі Джонс як Ґері Тауб
- Стерлінг К. Браун як сержант Хард
- Томас Кречманн як пасажир літака

## Касові збори
Загалом фільму «Павільйон сміху» вдалося зібрати $ 23,1 млн в Північній Америці і $ 1,8 млн на інших територіях. Всього касові збори становлять $ 24,9 млн, це при бюджеті в $ 35 млн.

## Критика
Сайт Rotten Tomatoes дав фільму рейтинг 68 %, ґрунтуючись на 164 оглядах, із середньою оцінкою 6.2 / 10. Metacritic дає фільму зважений середній бал 57/100, на основі відгуків 44 критиків, що вказує на змішані або середні відгуки. За опитуванням на CinemaScore фільму дали середній клас B.